# Ротес
Ротес (гельською: Rathais) — місто в шотландському регіоні Морей. Це близько 60 км на схід від Інвернеса і 70 км на північний захід від Абердина на північному березі річки Спей. Ротес був заснований в 1766 році на місці старішого поселення. У 2011 році в Ротес проживало 1252 мешканці. У центрі міста над винокурнею Ґлен-Спей підносяться древні руїни замку Ротес 13 ст.

Ротес лежить у найбільшому регіоні виробництва віскі Спейсайд. Ротес є домом для працюючих віскікурень Speyburn, Glen Grant , Glenrothes  і Glen Spey  та винокурні Caperdonich , яка була знесена в 2010 році.

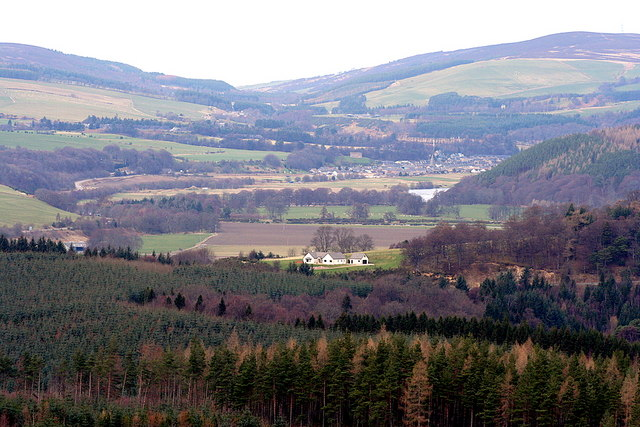
Ротес у долині Спей
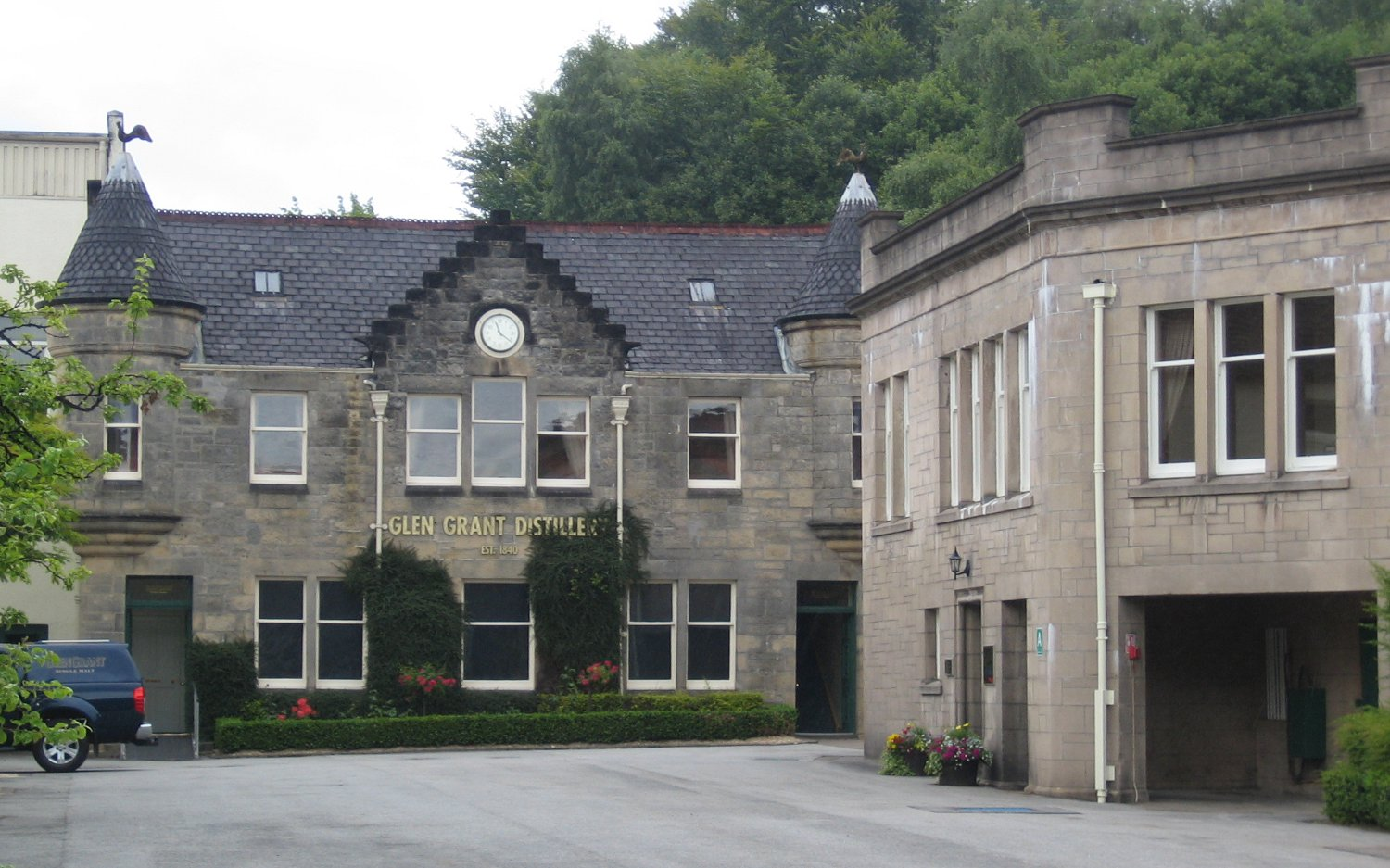
Винокурня Ґлена Ґранта